# Pachmanka
Pachmanka Velká a Malá (Puchmanka, u Beránků) jsou dvě usedlosti v Praze 6-Dejvicích, které stojí západně od Jenerálky - Velká Pachmanka v údolí Šáreckého potoka (Dejvice) a Malá Pachmanka na rohu ulic Nebušická a V Pachmance (Nebušice) proti sokolovně. Původně patřila Velká Pachmanka do katastru obce Nebušice. Je po nich pojmenována ulice V Pachmance.

## Historie
Na původní vinici byla nejpozději v 18. století postavena velká usedlost s čp. 24, později pak menší stavení s čp. 93.
Na Velké Pachmance zřídila roku 1814 obec školu, do které kromě místních docházely děti až ze Střešovic (roku 1831 se ve třídě učilo 109 dětí). Prvním učitelem zde byl vysloužilý voják, původně zedník Filip Větrovec. Učitel dostával plat a užíval kostelní pole a pozemky vinice. Škola zde byla až do roku 1855.
Obě Pachmanky vlastnil ve 2. polovině 19. století Julius Beránek. Ten při Velké vybudoval umělou vodní nádrž, která zadržovala přívalovou vodu. Nějaký čas patřily k panskému dvoru čp. 8.